# Referentni centar (zdravstvo)
Referentni centar je zdravstvena ustanova ili dio zdravstvene ustanove kojoj ministar zdravstva na prijedlog nekog tijela (u Hrvatskoj Nacionalnog zdravstvenog vijeća) ili sličnog tijela, uz pribavljeno mišljenje stručnog medicinskog društva, a u skladu s odredbama odgovarajućih zakona ili pravilnika, dodjeljuje naziv referentnog centra. Rok se dodjeljuje na određeni rok i može se produžiti, pokaže li se da dotični referentni centar i dalje udovoljava kriterijima. Kriteriji za dodjelu naziva referentnog centra su među ostalim postignuti znanstveni i stručni rezultati u praćenju, proučavanju i unaprijeđenju dijagnostike i/ili terapije u dijelu medicinske struke koji odgovaraju svjetskim standardima, a očituju se kroz neki srednji rok, dokazanu suradnju s uglednim ustanovama istog stručnog područja u inozemstvu ili međunarodnim ustanovama kroz razmjenu stručnjaka, zajedničke znanstvene projekte ili druge vidove suradnje, dokazanu kontinuiranu uspješnost u znanstvenom radu realiziranjem znanstvenih projekata putem ministarstva ili odgovarajućeg drugog državnog tijela ili međunarodnih projekata (najmanje jedan), primjerka novih dijagnostičkih ili terapijskih metoda odnosno postupaka, primjena novih iz svijeta preuzetih dijagnostičkih i terapijskih metoda i postupaka koji se prvi put u svojoj državi uvode u dijagnostici i terapiji odgovarajuće bolesti odnosno grupe bolesti, obrađene podatke o dijagnostici i/ili liječenju bolesnika od spomenute bolesti odnosno grupe bolesti s pokazateljima o postignutim rezultatima u liječenju. Drugu skupinu kriterija čine postignuti stručno-kadrovski uvjeti koji se očituju kroz: određen broj zdravstvenih djelatnika sa znanstveno-nastavnim odnosno znanstvenim zvanjima (donja granica broja docenata, izvanrednih ili redovnih profesora odnosno zvanja znanstvenog suradnika, višeg znanstvenog suradnika ili znanstvenog savjetnika), određen broj objavljenih znanstvenih radova u indeksiranim medicinskim časopisima djelatnika uposlenih u zdravstvenoj ustanovi odnosno dijelu znanstvene ustanove s temama usko vezanim uz dijagnostiku i/ili terapiju odgovarajuće bolesti odnosno grupe bolesti (zadana donja granica broja 10 radova u ukupnom opusu, i radi aktualnost ti u recentnom razdoblju neka minimalna zahtijevana količina radova). Treća skupina kriterija obuhvaća odgovarajući prostor, knjižnicu i medicinsko-tehničku opremu koji omogućavaju rad na pružanju stručno-metodološke pomoći u dijagnostici i/ili terapiji bolesti odnosno grupe bolesti, utvrđivanje doktrinarnih kriterija za dijagnostiku i/ili liječenje bolesti te upoznavanje zdravstvenih djelatnika s najnovijim u svijetu prihvaćenim saznanjima o pojedinoj bolesti odnosno grupi bolesti te njenoj dijagnostici i terapiji, a očituju se kroz prostorne uvjete koji su iznad standarda predvidenih za zdravstvene ustanove spomenutog područja s osiguranim učionicama, knjižnicu sa svjetski priznatim časopisima iz područja rada ustanove te časopisima koji se izdaju u vlastitoj državi, a indeksiranih u najvažnijim stranim sekundarnim i tercijarnim publikacijama, te najsuvremeniju medicinsko-tehničku opremu koja je prema svjetskim standardima priznata i prihvaćena u izučavanju, dijagnostici i/ili terapiji odgovarajuće bolesti odnosno grupe bolesti.